# تیم ملی والیبال زنان کلمبیا
تیم ملی والیبال زنان کلمبیا تیم ملی والیبال زنان کشور کلمبیا است.